# Dottrina e Alleanze
Il libro Dottrina e Alleanze (qualche volta abbreviato in DeA) è una delle quattro opere canoniche della Chiesa di Gesù Cristo dei Santi degli Ultimi Giorni altrimenti conosciuta come Chiesa mormone. Il libro è una raccolta di rivelazioni ricevute, secondo le credenze dei Santi degli Ultimi Giorni o mormoni, per diretta ispirazione divina dal profeta e presidente della Chiesa Joseph Smith e da altri profeti suoi successori.
Diversamente dagli altri testi sacri della Chiesa dei Santi degli Ultimi Giorni, Dottrina e Alleanze non si caratterizza come un testo derivante dalla traduzione di fonti documentali antiche, ma si tratta della trasposizione fedele dei comandamenti e delle profezie così come pronunciate dallo stesso Signore Gesù Cristo.

## Storia della pubblicazione di Dottrina e Alleanze

### L'edizione del 1832: ilLibro dei comandamenti
Il profeta Joseph Smith cominciò a trascrivere le rivelazioni che riceveva sin dall'estate del 1830, con l'intento di pubblicarle in un unico volume. Durante una conferenza di anziani della Chiesa, tenutasi il 1 e 2 novembre 1831 ad Hiram in Ohio, fu deciso di procedere con la compilazione e la pubblicazione delle rivelazioni fino ad allora ricevute. In tale occasione, il Signore approvò tale risoluzione con una rivelazione che funse da prefazione al libro, contenuta nella "Sezione 1" di Dottrina e Alleanze.
Il compito di portare le rivelazioni per la stampa ad Independence, nel Missouri, fu affidato ad Oliver Cowdery e John Withmer. Là si trovava un altro dei primi membri della chiesa, William W. Phelps, che di mestiere faceva il tipografo. Per l'estate del 1833 diverse copie del Libro dei comandamenti, (questo fu il primo titolo dato alla raccolta), furono completate, allora il libro constava di sessantacinque sezioni. Oggi di quella prima pubblicazione rimangano solo una trentina di copie complete, ciò a causa dell'assalto che subì la tipografia da parte di facinorosi, che per motivazioni in parte politiche in parte religiose, misero a fuoco quasi tutti i volumi appena stampati distruggendo anche la macchina da stampa.

### L'edizione del 1835: la prima vera pubblicazione di Dottrina e Alleanze
Quell'episodio di intolleranza non fermò il progetto di pubblicazione del libro che venne portato a termine con una edizione nel 1835, con il definitivo titolo di Dottrina e Alleanze e un numero di sezioni pari a 102. L'anno precedente un comitato composto dalla Presidenza della Chiesa e da altre persone fu incaricato di selezionare le rivelazioni da presentare alla Conferenza Generale della Chiesa. Il giorno 17 agosto 1835 la Chiesa riunita in Conferenza Generale votò unanimemente per l'approvazione delle rivelazioni proposte dal comitato; prima votarano i Quorum del sacerdozio, successivamente l'intera congregazione.
In seguito, durante la medesima assemblea, fu deciso di includere altre opere nella pubblicazione di Dottrina e Alleanze, ma di non considerarle opere canoniche, pur avendo il pregio didattico di essere da ausilio per la comprensione di alcune dottrine della Chiesa (Dottrine di Salvezza 3:161-163); si trattava di:
- Le sette Lezioni sulla fede, ossia, un ciclo di lezioni presentate alla Scuola dei profeti a Kirtland, Ohio, durante gli anni 1834-1835, al fine di istruire i primi dirigenti della Chiesa.
- Un articolo sul matrimonio. Questo scritto venne preparato da Oliver Cowdery e presentato all'assemblea da William W. Phelps
- Un articolo intitolato: "Dei governi e delle leggi in generale". Anch'esso scritto da Oliver Cowdery e dallo stesso proposto per l'inserimento nel volume di Dottrina e Alleanza. Questo articolo è tuttora presente nella odierna edizione di Dottrina e Alleanze come Sezione 134.

Quando si svolse la Conferenza Generale in questione il Presidente Joseph Smith e il suo primo consigliere Frederick G. Williams si trovavano in missione in Canada, al loro rientro avvenuto una settimana dopo (domenica 23 agosto 1835) il Presidente Joseph Smith informato della decisione di includere questi due articoli sul matrimonio e sui governi, ne prese atto e diede il proprio consenso. 
(Smith and Sjodahl, Commentary, pag. 852)

### Le modifiche apportate nelle successive edizioni
- Nel 1844 a Nauvoo [si pronuncia Naavu], Illinois, poco dopo il martirio di Joseph Smith, nella nuova pubblicazione di Dottrina e Alleanze, furono aggiunte altre rivelazioni portando il libro ad un totale di 111 sezioni.
- Nel 1876 a Salt Lake City, Utah, venne pubblicata una edizione contenente 136 sezioni. Inoltre, su decisione del presidente Brigham Young, per la prima volta il testo delle sezioni fu suddiviso in versetti ad opera dell'anziano Orson Pratt.
- Nel 1879, furono aggiunte le note a piè di pagina sempre dallo stesso Orson Pratt. Mentre l'articolo sul matrimonio non fu più inserito.
- Nel 1921 l'anziano James E. Talmage, membro del Quorum dei Dodici Apostoli, fu incaricato di modificare ulteriormente i sussidi didattici e di rielaborare la veste della pubblicazione. Sotto la sua direzione:
  - le sezioni vennero divise in pagine a due colonne;
  - per ogni sezione fu scritta una breve introduzione;
  - le note a piè di pagina furono ampliate e rivedute;
  - fu preparato un indice;
  - le sette Lezioni sulla fede furono escluse da questa edizione non considerate rivelazioni formali;
  - fu aggiunta la Dichiazione ufficiale, comunemente riferita come il Manifesto. Si trattava di una lettera ufficiale diramata nel 1890 dal Presidente Wilford Woodruff con la quale si rendeva noto la rinuncia della Chiesa mormone alla pratica del matrimonio plurimo.

### L'edizione attuale
L'ultima versione di Dottrina e Alleanze in lingua inglese risale al 1981 in occasione di un esteso lavoro sulle note a piè di pagina di tutti e quattro i testi canonici della Chiesa di Gesù dei Santi degli Ultimi Giorni. In questa nuova edizione furono aggiunte due nuove rivelazioni che erano state precedente canonizzate durante la Conferenza Generale della Chiesa nell'aprile del 1976 su proposta del Presidente Spencer W. Kimball. Fu, nonché, inserito una terza rivelazione ricevuta dallo stesso Presidente Kimball il 1º giugno 1978 e sostenuta come rivelazione durante la conferenza generale dell'ottobre del 1978.Ci si sta riferendo alla:
- Visione del regno celeste ricevuta dal profeta Joseph Smith nel 1836 (Sezione 137);
- Visione della redenzione di morti ricevuta dal profeta Joseph F. Smith il 3 ottobre 1918 (Sezione 138);
- Rivelazione sulla conferimento del sacerdozio della Chiesa a tutti i Santi degli Ultimi Giorni maschi, sulla base della sola dignità personale senza nessun riguardo alla nazione, cultura e razza, inclusa quella nera che era stata fin ad allora esclusa (Dichiarazione Ufficiale - 2).

## Struttura
Il libro è in tal guisa organizzato:
- Introduzione;
- Testimonianza dei Dodici sulla veridicità del libro di Dottrina e Alleanze;
- Ordine cronologico del contenuto;
- 138 Sezioni che contengono le singole rivelazioni; sono sistemate in ordine cronologico, con le eccezioni delle sezioni n. 1, 10, 99, 133, 134, 137.
- 2 Dichiarazioni ufficiali.